# Chinees-Indisch restaurant

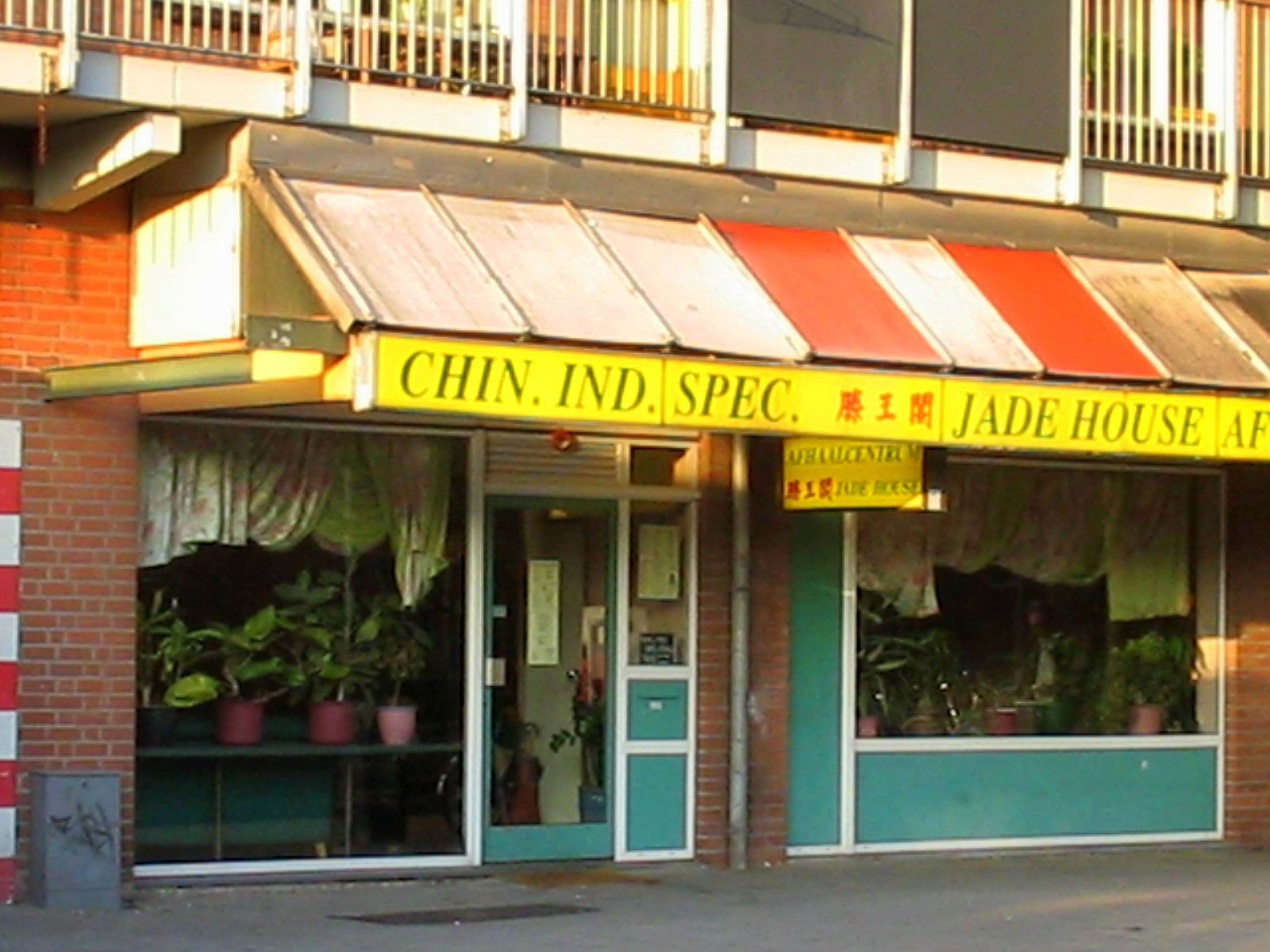
Eten bij de (afhaal)chinees is populair in Nederland en Vlaanderen.

Een Chinees-Indisch restaurant is in Nederland een restaurant dat zich hoofdzakelijk richt op de Chinese keuken en daarnaast op de Indische keuken.
Bij vrijwel alle Chinees-Indische restaurants kan men maaltijden afhalen of gebruik maken van een bezorgdienst. Bij vele is de omzet door afhalen groter dan die van gasten in het restaurant. Enkele richten zich uitsluitend op afhaalklanten; zij worden in de volksmond ook wel "afhaalchinees" genoemd.

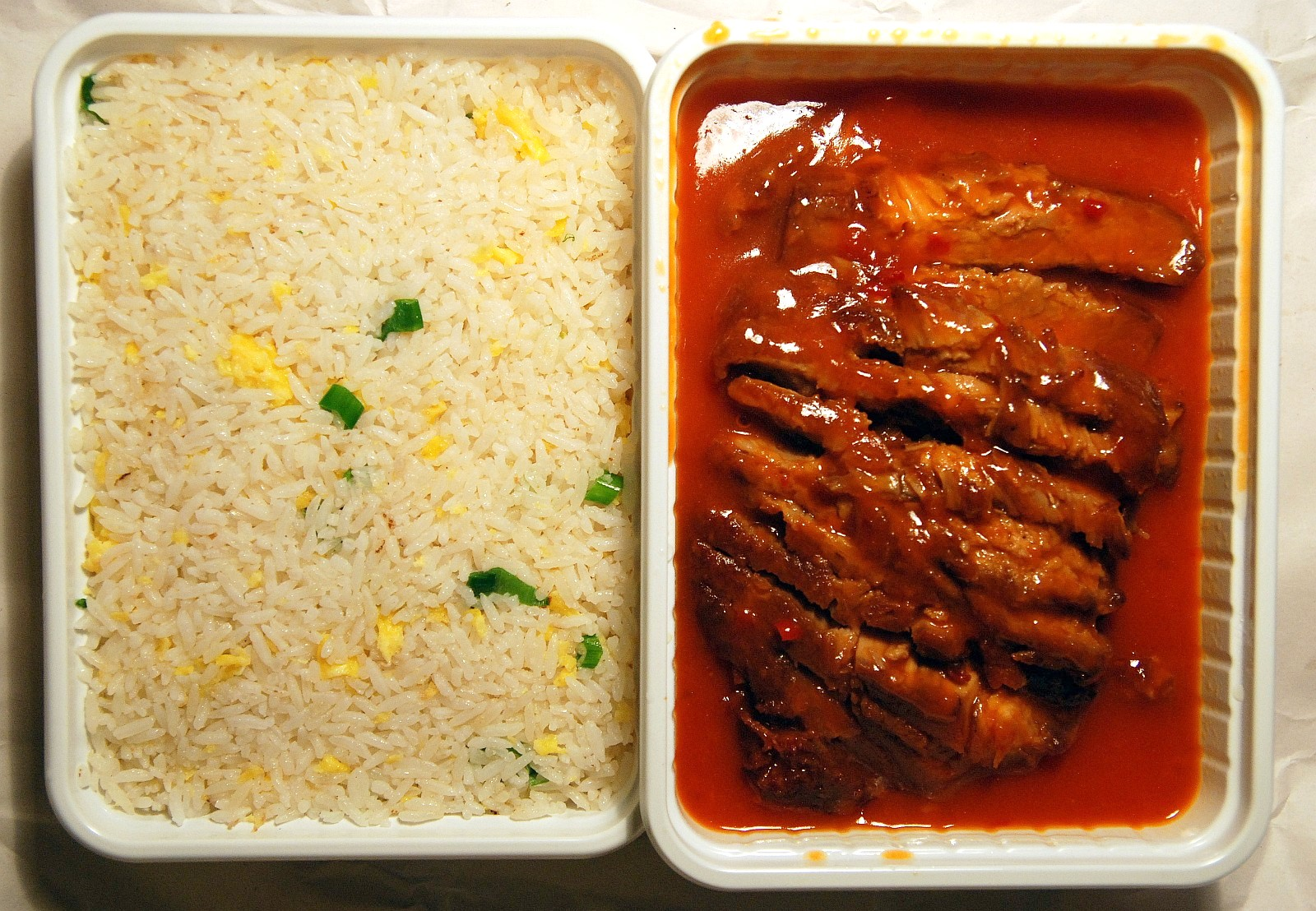
Afhaalmaaltijd nasi goreng met babi pangang

Indisch verwijst naar de Indische keuken, met gerechten als nasi, bami, saté, babi pangang, gadogado en kroepoek. De gerechten zijn echter op Chinese wijze gemaakt en wijken derhalve af van die uit de Indische keuken en zijn naar de Nederlandse smaak minder gekruid en groter van portie. Van dat laatste is de grote loempia een bekend voorbeeld, die echt Nederlands is en aan de Nederlandse gebruiken is aangepast. Naast het Chinees-Indisch restaurant, komt ook het Chinees-Indisch-Surinaams restaurant voor.
De voor Nederland typische Chinees-Indische eetcultuur is in februari 2021 opgenomen in de Inventaris immaterieel cultureel erfgoed Nederland.

## Geschiedenis
Rond 1900 begon de Stoomvaartmaatschappij Nederland goedkoop personeel te werven in China. Met name in en rond Rotterdam woonde op termijn een grote Chinese gemeenschap. Na 1930 werden veel Chinese werknemers ontslagen en de armoede sloeg toe. Sommigen overleefden door op straat pindakoekjes te verkopen; de zogenaamde "pinda-Chinees" deed zijn intrede. Anderen begonnen een eethuisje. 

## Chinese restaurants
In 1922 was Chong Kok Low in de Rotterdamse wijk Katendrecht het eerste Chinese restaurant in Nederland. In de grote havensteden, zoals Rotterdam en Amsterdam rezen Chinese eethuisjes/restaurantjes als paddenstoelen uit de grond en waren voornamelijk bedoeld voor de Chinezen zelf. Later ontdekten ook Nederlanders deze restaurantjes, zodat er een menukaart beschikbaar werd met ook Nederlandse tekst. De gerechten Fou yong hai, Koe loe yuk en Babi pangang zal men er niet op aantreffen, omdat dat gerechten zijn uit de Chinees-Indische keuken en uitsluitend in de Chinees-Indische restaurants worden geserveerd. Voorbeelden van deze kleine restaurants waren te vinden rond de Amsterdamse Zeedijk en in de Binnen Bantammerstraat. In 1928 werd het eerste grote Chinese restaurant geopend om het toegenomen aantal Chinese scheepslieden van maaltijden te kunnen voorzien. In Rotterdam ontstond door de vele Chinezen op Katendrecht, die in de haven werkten of als bemanningslid tijdelijk aan de wal verbleven, het eerste Europese Chinatown met als gevolg een flink aantal eethuizen voor deze Chinezen. 

## Chinees-Indische restaurants
Na de Tweede Wereldoorlog was er veel interesse in de Indische keuken, zowel door de terugkomst van militairen die gevochten hadden in Nederlands-Indië als de komst van Indische Nederlanders. In een aantal steden waaronder Den Haag en later Amsterdam werden Indische restaurants geopend door Indische Nederlanders. Toen Chinese restaurateurs zagen hoe populair Indisch eten was, namen vele van hen Indische koks in dienst, om de kunst af te kijken bij de bereiding van nasi rames, gadogado en andere populaire Indische gerechten. Deze gerechten werden een belangrijk onderdeel van het menu, en de Chinees-Indische restaurants verspreidden zich over heel Nederland. In tegenstelling tot de meeste Indische en Indonesische restaurants, pasten de Chinese restaurants hun gerechten aan de lokale smaak aan. Ze gebruikten minder kruiden en meer vet waardoor de bereidingsduur van de gerechten (meestal stoofgerechten) korter werd.
Inmiddels is deze groep Indische Chinezen die restaurants in Nederland begonnen, in de loop van de jaren zestig verdrongen door Chinezen die om economische en/of politieke redenen uit de Volksrepubliek China of uit Hongkong naar de Benelux zijn geëmigreerd. Een kleine minderheid van Chinese restaurants in Nederland richt zich op mensen van Chinese afkomst (soms is daar de menukaart alleen in Chinese karakters beschikbaar) en serveert uitsluitend Chinese gerechten die niet aangepast zijn aan de Nederlandse smaak. In deze restaurants zal men Indische gerechten zoals kroepoek, sambal, nasi goreng, pisang goreng, babi pangang, spekkoek, rendang en saté niet vinden. Daarnaast is er een evolutie naar restaurants met de authentieke Chinese keuken, met bijvoorbeeld het Antwerpse restaurant Lam & Yin dat hiervoor een Michelinster kreeg.
Vóór de Tweede Wereldoorlog telde Nederland slechts 12 Chinese restaurants. In 1982 waren het er 2000 - een derde van het totale gastronomische aanbod. Het aantal Chinese restaurants steeg tot 2300 in het jaar 2000, maar daalde weer naar ruim 2000 in 2010. Geleidelijk verdwijnen de traditionele Chinees-Indische restaurants, onder meer doordat jongere generaties geen interesse hebben in overname van de zaak van hun ouders. Ook maken ze steeds vaker plaats voor de meer populaire wok- en sushizaken, al dan niet met een all-you-can-eat-formule. In 2018 telde Nederland nog 1090 Chinees-Indische restaurants.

## Gemeenschap
De Chinese restauranthouders in Nederland kennen elkaar voor een groot deel via bijvoorbeeld hun toeleveranciers die allerlei details regelen, zoals decoratiemateriaal voor het interieur, de plastic menumappen, en het drukken van de foldertjes. Maar ze vormen ook een gemeenschap, niet alleen omdat ze allemaal ver van huis in een vreemde cultuur leven, maar ook omdat ze meestal uit dezelfde Chinese streek of zelfs hetzelfde dorp komen. Men tipt elkaar over een bepaald westers land om zich te vestigen. Daardoor is de Nederlands-Chinese cultuur heel anders dan bijvoorbeeld de Amerikaans-Chinese met zijn kartonnen kubusvormige doosjes waar het eten in verpakt wordt. In Amerika kent men ook de gelukskoekjes (Engels: fortune cookies): koekjes met daarin een papiertje waarop een Chinese wijsheid of voorspelling is geschreven. Loempia's hebben daar ook een Engelse naam gekregen, namelijk egg roll of spring roll.

## Veelvoorkomende namen
Veel Chinese namen hebben karakters die goud, rijkdom, voorspoed of een goede oogst betekenen.
Indische namen:
- Kota Radja 皇城[11]
- Indrapoera
- Djakarta 雅加達
- Riksja
- Jaya

Surinaamse namen:
| - Akko 亞哥 - A Pien 亞賓 - A Sien 亞新 - A Chung 亞忠 - A Fat 亞發 - A Hung 亞雄 - A-Kong 亞光 - Ah Sang 亞生 | - A Wong 亞黃 - Faja Lobie 熱情花 - Kien Fa 金花 - Kiem Foei 金煇 - Mi Lobie - Moksi - Son Lie 收成 - Sranang |

Chinese namen:
| - Hang Yee 恒怡 - Tong Ah 東亞 - Mei Wah 美華 - Sun Wah/San Wah 新華 - You Yi 友誼 - De Chinese Muur/De Lange Muur/Cheung Sing 長城 - Het oosten 東方 - Royal China 中國 - New China 新中國 - China 中國 - China Delight - China Express - China House 中國/華宮 - China Palace 中國皇宮 - China Town 中國城 - Asia Palace - New Asia 新亞洲 - Asia House - Paleis 天宮 - Het Paradijs 天宮 | - Mandarin 中國 - Mandarijn 萬年/中國 - Pauw 孔雀 - Ni Hao - Harbour 中港城 - Dynasty 朝 - Jade - Kristal - Orient Garden - Orient 東方 - China Garden 華園 - Asia Garden - Gouden bloemen 金花 - Gouden bergen/Kam Sang/Kam Shan 金山 - Jasmijn - Lotus 蓮花 - Blauwe Lotus 藍蓮 - Gouden Lotus/Golden Lotus 金蓮 - Pom Lai 蓮萊 - Golden House 金屋 - Lucky House | - Happy Garden - Hong Kong 香港 - (Nieuw) Peking (新)北京 - Kanton/Canton (Kanton/Guangdong) 廣東 - Kwong Chow (Kanton/Guangdong) 廣州 - Wenzhou/Wen Chow 溫州 - Chekiang/Zhejiang 浙江 - Ni Hao/Ni-Hao 你好 |